# Joan-Claudi Sèrras
Joan-Claudi Sèrras (nascut en 1944 a Lescot, Tarn) és un escriptor i lexicògraf occità.
Era professor de Lletres modernes i d'occità, i també novel·lista. Va ser responsable de les edicions de l'IEO entre 1987 i 1995. Va obtenir el premi Pau Froment en 1986 per la seva obra «Masquetas e Mariòtas».

## Obres

### Lèxics o diccionaris
- Lexic elementari (col·laboració); IEO, 1996.
- Tot en Òc (col·laboració), IEO, 2002.
- Tot en un, IEO, 2007.

### Novel·les
- Masquetas e Mariòtas, IEO (A tots), 1986 (Premi Pau Froment en 1986).
- Enlòc, IEO (A tots), 1988.

### Documents pedagògics
- Textes occitans, édition provençale, IEo, 1974 (Per als instituts)